# خالد عفاره
خالد عفاره (عربی: خالد عفارة؛ زادهٔ ۲۱ ژانویهٔ ۱۹۷۴) بازیکن فوتبال اهل یمن بود.
از باشگاه‌هایی که در آن بازی کرده است می‌توان به باشگاه ورزشی التلال اشاره کرد.
وی همچنین در تیم ملی فوتبال یمن بازی کرده است.